# アルジェリアとロシアの関係
アルジェリアとロシアの関係（アルジェリアとロシアのかんけい、ロシア語: Российско–алжирские отношения、英語: Algeria–Russia relations）では、アルジェリアとロシア連邦の二国間関係を取り上げる。両国は大使を交換し双方の首都であるアルジェとモスクワに大使館を設置している。2011年現在、両国は友好関係を維持している。

## アルジェリアとソビエト連邦の関係
アルジェリア・ロシア両国の関係は、ロシアがソビエト連邦の時代に遡る。ソ連はアルジェリア独立戦争でアルジェリアを軍事、技術、および物資の面で支援を供与した。アルジェリアがフランスから1960年10月に事実上独立（アルジェリア共和国臨時政府）すると、ソ連は世界に先駆けてこれを承認した。1962年3月23日、アルジェリアが正式に独立するとアルジェリア・ソ連両国は正式に外交関係を結んだ。
1963年12月、ソ連とアルジェリアは経済技術協力協定を締結する。その内容は戦争で疲弊したアルジェリア経済を再建することを名目に工業プラント建設、農業開発、地質調査、要員の訓練など広範な内容を含むものであった。ソ連はアルジェリアに対して約9億ルーブルを長期貸付を貸与した。1964年5月には、アンナバに冶金工場建設に関する技術援助供与で合意している（これらの事業に必要な資金11億5000万ルーブルを他に長期貸付している）。
両国首脳の相互訪問も行われ、アルジェリアからはウアリ・ブーメディエン大統領が1965年と1967年にソ連を訪問した。ソ連からは1969年にニコライ・ポドゴルヌイ最高会議幹部会議長がアルジェリアを訪問している。

## アルジェリアとロシア連邦の関係

### 経済協力
アルジェリアとロシアの経済協力は、政治、軍事面での協力関係と比較するとそれほど密接とは言いがたいが貿易額は拡大傾向を見せている。
| 年   | 貿易取引額 (100万USドル) |
| ---- | ------------------------ |
| 2002 | 175                      |
| 2003 | 292                      |
| 2004 | 184                      |
| 2005 | 360                      |
| 2006 | 591                      |

上図はアルジェリアとロシアの二国間貿易高である。2005年は3億6500万ドル。ロシアからアルジェリアへの輸出高は3万6100万ドルであり、主要貿易産品は穀物、金属、パルプ、工作機械である。
両国の経済協力関係で大きな比重を占めてきたのが、エネルギー、ガス産業関係である。2000年以降、ロシアはアルジェリアにおけるエネルギー分野の開発で突出した役割を演じた。2001年、ロスネフチはアルジェリア南東部Illiziで油田とガス田の開発を開始しし、2005年、2006年にもパイプラインを敷設した。2003年、ストロイトランスガス社はアルズーにパイプラインを建設している。2006年、アルジェリア国営炭化水素株式会社（SONATRACH、ソナトラック社）とルクオイルは炭化水素に関する相互協定を締結した。 ルクオイルはアルジェに駐在員事務所を設置する予定である。.
ガスプロムもアルジェリアに進出している。 2006年5月、ガスプロム首脳部はアルジェリアを訪問し液化天然ガス事業で合弁事業の交渉を開始した。 石油と天然ガスにおける戦略的提携は、欧州連合におけるアルジェリアとロシアのエネルギー面での地位を強化した。.
2010年10月6日、ドミートリー・メドヴェージェフロシア大統領は、アルジェリアを公式訪問した。首脳会議では両国間における国際ガス市場における協力体制について協議された。

### 文化協力
2011年、アルジェリアではロシア文化デーの行事がアルジェ、オランおよびコンスタンティーヌで予定されている。

### 軍事協力
2006年3月、ロシアとアルジェリアは債務帳消しと75億ドル分の兵器供与に関する協定に合意した。これによりアルジェリアにはMiG-29SMT戦闘機36機、Su-30MKA戦闘機28機、Yak-130練習機14機, S-300地対空ミサイルシステム8基、T-90戦車300輌が供与された。

## 要人往来

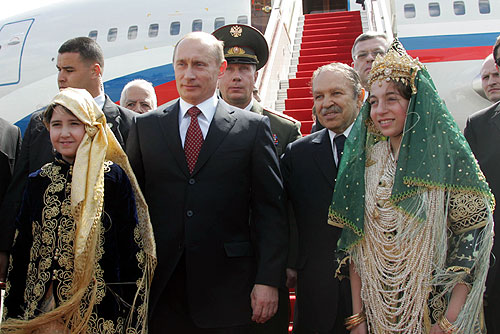
ウラジーミル・プーチンロシア連邦大統領を迎えるアブデルアジズ・ブーテフリカアルジェリア大統領（2006年3月10日）プーチンはロシア連邦の首脳として最初にアルジェリアを訪問した。

| 年   | ロシア側                                                        | アルジェリア側                                                      |
| ---- | --------------------------------------------------------------- | ------------------------------------------------------------------- |
| 2001 |                                                                 | アブデルアジズ・ブーテフリカアルジェリア大統領                      |
| 2002 |                                                                 | シャキブ・ヘリルエネルギー鉱業相                                    |
| 2003 |                                                                 | アブデルアジズ・ベルハデム外相                                      |
| 2005 | セルゲイ・ラヴロフ外相 セルゲイ・ミローノフ上院（連邦会議）議長 | Ahmed Gaïd Salah参謀総長 アブデルカデル・ベンサラー上院議長         |
| 2006 | ウラジーミル・プーチン大統領 ユーリー・バルエフスキー参謀総長   | シャキブ・ヘリルエネルギー鉱業相 アブデルカデル・ベンサラー上院議長 |
| 2007 | ヴィクトル・フリステンコ産業エネルギー相                        | モハメッド・ベジャウイ外相                                          |
| 2008 |                                                                 | アブデルアジズ・ブーテフリカ大統領                                  |
| 2010 | ドミートリー・メドヴェージェフ大統領                            |                                                                     |